# Paderno Dugnano
Paderno Dugnano is een gemeente in de Italiaanse metropolitane stad Milaan (regio Lombardije) en telt 46.508 inwoners (31-12-2004). De oppervlakte bedraagt 14,1 km2, de bevolkingsdichtheid is 3264,04 inwoners per km2.
De volgende frazioni maken deel uit van de gemeente: Calderara, Cassina Amata, Dugnano, Incirano, Paderno, Palazzolo Milanese, Villaggio Ambrosiano.

## Demografie
Paderno Dugnano telt ongeveer 14610 huishoudens. Het aantal inwoners steeg in de periode 1991-2001 met 3,4% volgens cijfers uit de tienjaarlijkse volkstellingen van ISTAT.
| Jaar | Inwoneraantal |
| ---- | ------------- |
| 1991 | 43.963        |
| 2001 | 45.444        |

## Geografie
De gemeente ligt op ongeveer 163 m boven zeeniveau.
Paderno Dugnano grenst aan de volgende gemeenten: Limbiate, Varedo, Nova Milanese, Senago, Cinisello Balsamo, Bollate, Cusano Milanino, Cormano.

## Geboren
- Luigi Annoni (1890-1974), wielrenner